# Форсколин
Форсколин (также называемый «колеонол») — это лабдановый дитерпеноид, который производится растением Coleus forskohlii. Основным применением форсколина в настоящее время (на 2015 год) является использование в клеточной биологии его способности непосредственно (минуя рецепторы) активировать аденилатциклазу и повышать уровень циклического АМФ в клетке для изучения влияния тех или иных метаботропных рецепторов на аденилатциклазную активность и уровень цАМФ в клетке. Циклический АМФ является важным вторичным посредником во внутриклеточных сигнальных каскадах, обеспечивающих действие многих гормонов (например, адреналина) и нейромедиаторов и других внеклеточных сигналов. Помимо этого, цАМФ необходим для межклеточного взаимодействия в оси гипоталамус — гипофиз — железы внутренней секреции и для обеспечения отрицательной обратной связи по уровню гормонов. Циклический АМФ реализует своё действие, активируя цАМФ-зависимые внутриклеточные сигнальные каскады, такие, как протеинкиназа A.

## Потенциал использования вхимии,биологииимедицине
В медицине, данный дитерпеноид нашел свое применение в лечении различных видов заболеваний. Например: астма, инфекции мочевых путей и даже, нашел свое применение при борьбе с раковыми опухолями. 
В одном клиническом исследовании, при приеме форсколина было отмечено положительное воздействие вещества на снижение веса и небольшой прирост мышечной массы. Кроме этого, результаты показали небольшое увеличение свободного уровня тестостерона в организме испытуемых (отмечалось повышение ур. гормона на 18%).

## Побочные эффекты
В настоящее время (по состоянию на 2015 год) не существует достаточных клинических данных о побочных эффектах, токсичности и безопасности форсколина.

## Безопасность у беременных
На данный момент (по состоянию на 2015 год) не существует достаточных данных о безопасности применения форсколина у беременных женщин.  Существующие по состоянию на 2015 год данные указывают на то, что форсколин либо должен использоваться с осторожностью, либо вообще не подлежит использованию у беременных.

## Для дополнительного чтения
- Bubolz, A. H.; Li, H.; Wu, Q.; Liu, Y. Enhanced oxidative stress impairs cAMP-mediated dilation by reducing Kv channel function in small coronary arteries of diabetic rats (англ.) // American Journal of Physiology. Heart and Circulatory Physiology[англ.] : journal. — 2005. — Vol. 289, no. 5. — P. H1873—1880. — doi:10.1152/ajpheart.00357.2005. — PMID 15937095. Архивировано из оригинала 5 апреля 2012 года.